# Cratere Sanai
Sanai  è un cratere sulla superficie di Mercurio.